# István Bartalis
István Bartalis (ungarisch Bartalis István; * 7. September 1990 in Miercurea Ciuc, Rumänien) ist ein ungarischer Eishockeyspieler, der seit 2020 erneut bei Fehérvár AV19 in der Österreichischen Eishockey-Liga unter Vertrag steht. Bartalis ist sowohl ungarischer Nationalspieler im Eishockey, als auch im Inlinehockey.

## Karriere
Bartalis wurde als Angehöriger der ungarischsprachigen Minderheit der Szekler im rumänischen Miercurea Ciuc geboren. Er begann seine Karriere als Eishockeyspieler im schwedischen Ljungby, wo er bis 2014 beim IF Troja spielte. Zunächst in der U-18 und später in der U-20-Mannschaft eingesetzt, debütierte er als 19-Jähriger in der Spielzeit 2009/10 im Herrenteam in der HockeyAllsvenskan, in der er sich eine Spielzeit später als Stammspieler durchsetzen konnte. 2014 wechselte er zu Alba Volán Székesfehérvár in die Österreichische Eishockey-Liga, wo er zwei Jahre spielte. Anschließend ging er in die Deutsche Eishockey Liga zu den Schwenninger Wild Wings, für die er bis 2019 insgesamt 123 DEL-Partien absolvierte. Nachdem er die Spielzeit 2019/20 beim HC Vita Hästen in der HockeyAllsvenskan verbracht hatte, kehrte er nach Székesfehérvár in die ÖEHL zurück.

### International
Bereits im Juniorenbereich stand Bartalis für die U18- und die U20-Mannschaften Ungarns bei Weltmeisterschaften auf dem Eis. Dabei wurde er bei der U18-Weltmeisterschaft 2008, als die Ungarn in die Division I aufstiegen, zum besten Stürmer des Turniers gewählt. Im Folgejahr spielte er mit der ungarischen U20 in der Division I, musste aber den Abstieg hinnehmen. Bei der U20-Weltmeisterschaft 2010 war er in der Division II gemeinsam mit seinem Landsmann Patrik Popovics der erfolgreichste Vorlagengeber und wurde zum besten Stürmer gewählt.
Sein Debüt in der Nationalmannschaft gab er bei der WM der Division I 2011. Bei den Weltmeisterschaften der Division I 2012, als er die meisten Vorlagen des Turniers gab und die beste Plus/Minus-Bilanz hatte, und 2013 stand er ebenso im Kader. Bei allen drei Turnieren verpassten die Ungarn den Aufstieg in die Top-Division nur um einen Platz. Am engsten war es beim Heimturnier 2011, als das entscheidende Spiel gegen Italien erst in der Verlängerung durch ein Tor des Italieners Armin Helfer verloren ging. Auch 2014, 2017, als er Kapitän der Magyaren war und zum besten Speler seiner Mannschaft gewählt wurde, und 2019 spielte er für Ungarn in der Division I. Nachdem ohne ihn 2015 der Aufstieg gelungen war, spielte er bei der Weltmeisterschaft 2016 erstmals in der Top-Division. Zudem spielte Bartalis für Ungarn im November 2012 und im Februar 2016 jeweils in Budapest bei den Qualifikationsturnieren für die Olympischen Winterspiele in Sotschi 2014, in Pyeongchang 2018 und in Peking 2022.

### Inlinehockey
Außer Eishockey spielt Bartalis auch Inlinehockey. Bei der Weltmeisterschaft 2013 belegte er mit der ungarischen Nationalmannschaft in der Division I den dritten Platz.

## Erfolge und Auszeichnungen
- 2008 Aufstieg in die Division I bei der U18-Weltmeisterschaft der Division II, Gruppe B
- 2008 Bester Stürmer der U18-Weltmeisterschaft der Division II, Gruppe B
- 2008 Aufstieg in die J20 SuperElit mit dem IF Troja-Ljungby
- 2010 Bester Stürmer und meiste Vorlagen der U20-Weltmeisterschaft der Division II, Gruppe A
- 2012 Meiste Vorlagen und beste Plus/Minus-Bilanz der Weltmeisterschaft der Division I, Gruppe A

## Statistik
(Stand: Ende der Saison 2019/20)